# 219 (số)
219 (hai trăm mười chín) là một số tự nhiên ngay sau 218 và ngay trước 220.